# Europamästerskapen i friidrott 1998
Europamästerskapen i friidrott 1998 var de sjuttonde Europamästerskapen i friidrott och genomfördes 18 augusti – 23 augusti 1998 på Népstadion i Budapest i Ungern
Beslutet om värdort togs av EAA den 22 augusti 1993. Övriga kandidatorter var Madrid, Paris och Aten.

## Förkortningar
- WR = Världsrekord
- ER = Europarekord
- CR = Mästerskapsrekord

## Medaljörer, resultat

### Herrar
| Gren               | Guld                                                                    | Guld       | Silver                                                                 | Silver   | Brons                                                                   | Brons    |
| 100 meter          | Darren Campbell Storbritannien                                          | 10,04      | Dwain Chambers Storbritannien                                          | 10,10    | Haralambros Papadias Grekland                                           | 10,17    |
| 200 meter          | Doug Walker Storbritannien                                              | 20,53      | Doug Turner Storbritannien                                             | 20,64    | Julian Golding Storbritannien                                           | 20,72    |
| 400 meter          | Iwan Thomas Storbritannien                                              | 44,52 (CR) | Robert Mackowiak Polen                                                 | 45,04    | Mark Richardson Storbritannien                                          | 45,14    |
| 800 meter          | Nils Schumann Tyskland                                                  | 1.44,89    | André Bucher Schweiz                                                   | 1.45,04  | Lukas Vydra Tjeckien                                                    | 1.45,23  |
| 1 500 meter        | Reyes Estévez Spanien                                                   | 3.41,31    | Rui Silva Portugal                                                     | 3.41,84  | Fermin Cacho Spanien                                                    | 3.42,13  |
| 5 000 meter        | Isaac Viciosa Spanien                                                   | 13.37,46   | Manuel Pancorbo Spanien                                                | 13.38,03 | Mark Carroll Irland                                                     | 13.38,15 |
| 10 000 meter       | António Pinto Portugal                                                  | 27.48,62   | Dieter Baumann Tyskland                                                | 27.56,75 | Stephane Franke Tyskland                                                | 27.59,90 |
| Maraton            | Stefano Baldini Italien                                                 | 2:12.01    | Danilo Goffi Italien                                                   | 2:12.11  | Vincenzo Modica Italien                                                 | 2:12.53  |
| 110 meter häck     | Colin Jackson Storbritannien                                            | 13,02 (CR) | Falk Balzer Tyskland                                                   | 13,12    | Robin Korving Nederländerna                                             | 13,20    |
| 400 meter häck     | Pavel Januszewski Polen                                                 | 48,17      | Ruslan Masjtjtenko Ryssland                                            | 48,25    | Fabrizio Mori Italien                                                   | 48,71    |
| 3 000 meter hinder | Damian Kallabis Tyskland                                                | 8.13,10    | Alessandro Lambruschini Italien                                        | 8.16,70  | Jim Svenøy Norge                                                        | 8.18,97  |
| 4 x 100 meter      | Storbritannien: Allyn Condon Darren Campbell Doug Walker Julian Golding | 38,52      | Frankrike: Thierry Lubin Frédéric Krantz Christophe Cheval Needy Guims | 38,87    | Polen: Marcin Krzywanski Marcin Novak Piotr Balcerzak Ryszard Pilarczyk | 38,98    |
| 4 x 400 meter      | Storbritannien: Mark Hylton Jamie Baulch Iwan Thomas Mark Richardson    | 2.58,68    | Polen: Piotr Rysiukiewicz Tomasz Czubak Piotr Haczek Robert Mackowiak  | 3.01,11  | Spanien: Antonio Andres Juan Trull Andres Martínez David Canal          | 3.03,10  |
| 20 km gång         | Ilja Markov Ryssland                                                    | 1:21.10    | Ajgars Fadejevs Lettland                                               | 1:21.25  | Francisco Fernández Spanien                                             | 1:21.39  |
| 50 km gång         | Robert Korzeniowski Polen                                               | 3:43.51    | Valentin Kononen Finland                                               | 3:44.29  | Andrej Plotnikov Ryssland                                               | 3:45.53  |
| Höjdhopp           | Artur Partyka Polen                                                     | 2,34       | Dalton Grant Storbritannien                                            | 2,34     | Sergej Kljugin Ryssland                                                 | 2,32     |
| Längdhopp          | Kiril Sosunov Ryssland                                                  | 8,28       | Bogdan Tarus Rumänien                                                  | 8,21     | Petar Datjev Bulgarien                                                  | 8,06     |
| Stavhopp           | Maksim Tarasov Ryssland                                                 | 5,81       | Tim Lobinger Tyskland                                                  | 5,81     | Jean Galfione Frankrike                                                 | 5,76     |
| Trestegshopp       | Jonathan Edwards Storbritannien                                         | 17,99 (CR) | Denis Kapustin Ryssland                                                | 17,45    | Rostislav Dimitrov Bulgarien                                            | 17,26    |
| Kulstötning        | Aleksandr Bagatj Ukraina                                                | 21,17      | Oliver-Sven Buder Tyskland                                             | 20,98    | Jurij Belonog Ukraina                                                   | 20,92    |
| Diskuskastning     | Lars Riedel Tyskland                                                    | 67,07      | Jürgen Schult Tyskland                                                 | 66,69    | Virgilius Alekna Litauen                                                | 66,46    |
| Släggkastning      | Tibor Gécsek Ungern                                                     | 82,87      | Balázs Kiss Ungern                                                     | 81,26    | Karsten Kobs Tyskland                                                   | 80,13    |
| Spjutkastning      | Steve Backley Storbritannien                                            | 89,72 (CR) | Mick Hill Storbritannien                                               | 86,92    | Raymond Hecht Tyskland                                                  | 86,63    |
| Tiokamp            | Erkki Nool Estland                                                      | 8 667      | Eduard Hämälinen Finland                                               | 8 587    | Lev Lobodin Ukraina                                                     | 8 571    |

### Damer
| Gren           | Guld                                                                    | Guld          | Silver                                                                                  | Silver   | Brons                                                                         | Brons    |
| 100 meter      | Christine Arron Frankrike                                               | 10,73 (CR)    | Irina Privalova Ryssland                                                                | 10,83    | Ekaterini Thanou Grekland                                                     | 10,87    |
| 200 meter      | Irina Privalova Ryssland                                                | 22,62         | Zjanna Pintusevitj-Block Ukraina                                                        | 22,74    | Melanie Paschke Tyskland                                                      | 22,78    |
| 400 meter      | Grit Breuer Tyskland                                                    | 49,93         | Helena Fuchsová Tjeckien                                                                | 50,21    | Olga Kotljarova Ryssland                                                      | 50,38    |
| 800 meter      | Jelena Afanasjeva Ryssland                                              | 1.58,50       | Malin Ewerlöf Sverige                                                                   | 1.59,61  | Stephanie Graf Österrike                                                      | 2.00,11  |
| 1 500 meter    | Svetlana Masterkova Ryssland                                            | 4.11,91       | Carla Sacramento Portugal                                                               | 4.12,62  | Anita Weyermann Schweiz                                                       | 4.13,06  |
| 5 000 meter    | Sonia O’Sullivan Irland                                                 | 15.06,50 (CR) | Gabriela Szabo Rumänien                                                                 | 15.08,31 | Marta Domínguez Spanien                                                       | 15.10,54 |
| 10 000 meter   | Sonia O’Sullivan Irland                                                 | 31.29,33      | Fernanda Ribeiro Portugal                                                               | 31.32,42 | Lidia Simon Rumänien                                                          | 31.32,64 |
| Maraton        | Manuela Machado Portugal                                                | 2:27.10 (CR)  | Madina Biktagirova Ryssland                                                             | 2:28.01  | Maura Viceconte Italien                                                       | 2:28.31  |
| 100 meter häck | Svetla Dimitrova Bulgarien                                              | 12,56         | Brigita Bukovec Slovenien                                                               | 12,65    | Irina Kortija Ryssland                                                        | 12,85    |
| 400 meter häck | Ionela Tirlea Rumänien                                                  | 53,37         | Tatjana Teresjtjuk Ukraina                                                              | 54,07    | Silvia Rieger Tyskland                                                        | 54,45    |
| 4 x 100 meter  | Frankrike: Katia Benth Frédérique Bangue Sylviane Felix Christine Arron | 42,59         | Tyskland: Melanie Paschke Gabi Rockmeier Birgit Rockmeier Andrea Philipp                | 42,68    | Ryssland: Oksana Ekk Galina Maltjugina Natalia Voronova Irina Privalova       | 42,73    |
| 4 x 400 meter  | Tyskland: Anke Feller Uta Rohländer Silvia Rieger Grit Breuer           | 3.23,03       | Ryssland: Natalia Chrusjtjeljova Svetlana Gontjarenko Jelena Bachvalova Olga Kotljarova | 3.23,56  | Storbritannien: Donna Fraser Vicky Jamison Katherine Merry Allison Curbishley | 3.25,66  |
| 10 km gång     | Annarita Sidoti Italien                                                 | 42.49         | Erica Alfridi Italien                                                                   | 42.54    | Susana Feitor Portugal                                                        | 42.55    |
| Höjdhopp       | Monica Dinescu Rumänien                                                 | 1,97          | Donata Jancewicz Polen                                                                  | 1,95     | Alina Astafei Tyskland                                                        | 1,95     |
| Längdhopp      | Heike Drechsler Tyskland                                                | 7,16          | Fiona May Italien                                                                       | 7,11     | Ludmila Galkina Ryssland                                                      | 7,06     |
| Trestegshopp   | Olga Vasdeki Grekland                                                   | 14,55         | Šarka Kasparková Tjeckien                                                               | 14,53    | Tereza Marinova Bulgarien                                                     | 14,50    |
| Stavhopp       | Anzjela Balachonova Ukraina                                             | 4,31 (CR)     | Nicole Humbert Tyskland                                                                 | 4,31     | Yvonne Buschbaum Tyskland                                                     | 4,31     |
| Kulstötning    | Vita Pavlysj Ukraina                                                    | 21,69 (CR)    | Irina Korzjanenko Ryssland                                                              | 19,71    | Janina Korotjyk Vitryssland                                                   | 19,23    |
| Diskuskastning | Franka Dietzsch Tyskland                                                | 67,49         | Natalia Sadova Ryssland                                                                 | 66,94    | Nicoleta Grasu Rumänien                                                       | 65,94    |
| Spjutkastning  | Tanja Damaske Tyskland                                                  | 69,10         | Tatjana Sjikolenko Ryssland                                                             | 66,92    | Mikaela Ingberg Finland                                                       | 64,92    |
| Släggkastning  | Mihaela Melinte Rumänien                                                | 71,17 (CR)    | Olga Kuzenkova Ryssland                                                                 | 69,28    | Kirsten Münchow Tyskland                                                      | 65,61    |
| Sjukamp        | Denise Lewis Storbritannien                                             | 6 559         | Urszula Wlodarczyk Polen                                                                | 6 460    | Natalia Sazanovitj Vitryssland                                                | 6 341    |

## Medaljfördelning
| Medaljfördelning |                |      |        |       |        |
| Plats            | Land           | Guld | Silver | Brons | Totalt |
| 1                | Storbritannien | 9    | 4      | 3     | 16     |
| 2                | Tyskland       | 8    | 6      | 9     | 23     |
| 3                | Ryssland       | 6    | 10     | 7     | 23     |
| 4                | Polen          | 3    | 4      | 1     | 8      |
| 5                | Rumänien       | 3    | 2      | 2     | 7      |
| 6                | Ukraina        | 3    | 1      | 1     | 6      |
| 7                | Italien        | 2    | 4      | 3     | 9      |
| 8                | Portugal       | 2    | 3      | 1     | 6      |
| 9                | Spanien        | 2    | 1      | 5     | 8      |
| 10               | Frankrike      | 2    | 1      | 1     | 4      |
| 11               | Irland         | 2    | -      | 1     | 3      |
| 12               | Bulgarien      | 1    | 1      | 2     | 4      |
| 13               | Ungern         | 1    | 1      | -     | 2      |
| 14               | Grekland       | 1    | -      | 2     | 3      |
| 15               | Estland        | 1    | -      | -     | 1      |
| 16               | Finland        | -    | 2      | 1     | 3      |
|                  | Tjeckien       | -    | 2      | 1     | 3      |
| 18               | Schweiz        | -    | 1      | 1     | 2      |
| 19               | Lettland       | -    | 1      | -     | 1      |
|                  | Litauen        | -    | 1      | -     | 1      |
|                  | Sverige        | -    | 1      | -     | 1      |
|                  | Slovenien      | -    | 1      | -     | 1      |
| 23               | Nederländerna  | -    | -      | 1     | 1      |
|                  | Norge          | -    | -      | 1     | 1      |
|                  | Österrike      | -    | -      | 1     | 1      |
|                  | Vitryssland    | -    | -      | 1     | 1      |

### Fotnoter
1. ↑  ”Friidrotts-EM 1998 i Budapest” (på svenska). Dagens nyheter. 25 augusti 1993. http://www.dn.se/arkiv/sport/friidrotts-em-1998-i-budapest/. Läst 29 juli 2017.